# Seodi White
Pour les articles homonymes, voir White.
Seodi Venekai-Rudo White est une anthropologue, avocate en développement social et féministe du Malawi,. 

## Eléments biographiques
Seodi White obtient un diplôme de droit à l'université du Botswana et est autorisée à exercer en tant qu'avocate au Botswana. Elle est titulaire d'une maîtrise en genre et développement de l'université du Sussex au Royaume-Uni.
Au cours de sa carrière, elle travaille dans le domaine du droit privé, du développement international, du militantisme et de la recherche sur les droits des femmes, des réformes des entreprises publiques, de la gestion des services publics et de la réforme du service public.En 1998, elle crée le bureau de Women and Law in Southern Africa Malawi (WLSA Malawi), d'après le site web de cet organisme.
Elle devient la présidente d'un comité permanent sur la législation genrée. Elle fait passer une loi contre la violence domestique en 2006. Elle est ensuite coordinatrice nationale des femmes et des lois en Afrique australe auprès de WLSA Malawi.

## Publications

### Articles
- Sexual violence and women’s vulnerability to HIV transmission in Malawi (2005)
- Beyond inequalities: Women in Malawi (2005)
- Contributing towards the realization of women’s human rights and gender justice: Recommendations for a more equitable Constitution (2006)
- Engendering parliament in Malawi: A handbook for parliamentarians (2005)
- Gender and citizenship as a critical lens for analysis in development (2005)
- Law and policy review: How far has SADC engendered law and policy? (2005)
- Can the law reduce HIV transmission among women? (2005)
- The prevention of domestic violence bill in Malawi: Multisectoral perspectives (2003)
- Dispossessing the widow:Gender-based violence in Malawi (2002)

### Livres
- Dispossessing the Widow by Seodi Venekai White (2005)
- In search of justice: Women and the administration of justice (2000)

## Récompenses
- 2004 : Prix Malawi des Droits de l'Humain.
- Invitée à l'International Women's Human Rights Projects de l'université de Toronto[6].